# Fabiana patagonica
Fabiana patagonica ist eine Pflanzenart aus der Gattung Fabiana in der Familie der Nachtschattengewächse (Solanaceae).

## Beschreibung
Fabiana patagonica ist ein bis zu 2 m hoch werdender Strauch mit starker drüsiger Behaarung. Die Zweige sind aufrecht stehend und biegsam. Die Laubblätter stehen einzeln oder – besonders an den Spitzen der Zweige – in Büscheln an Kurztrieben. 
Die Blüten stehen einzeln an den Kurztrieben oder selten endständig an den Hauptzweigen an bis zu 4 mm langen Blütenstielen. Der Kelch ist 5 bis 8,5 mm (selten 4 bis 9) mm lang, besitzt eine röhrenförmige Kelchröhre, die mit lang dreieckigen und nahezu gleich langen Zipfeln besetzt ist. Die Krone ist 11 bis 20 (selten bis 21,5) mm lang und tellerförmig. Die Kronröhre ist gerade und unterhalb der Spitze erweitert. Die Staubblätter sind gleichgestaltig, die Staubbeutel elliptisch und 0,8 bis 1,4 × 0,6 bis 1,3 mm groß, die Theken sind miteinander verwachsen. Die Narbe ist kopfig und etwas eingedrückt. 
Die Frucht ist eine Kapsel von 6 bis 8 mm Länge. Die Samen sind 1,3 bis 1,8 × 0,6 bis 0,9 × 0,5 mm groß.

## Verbreitung
Die Art ist in Bolivien und Argentinien verbreitet und wächst in Höhenlagen zwischen 1200 und 4000 m.